# Junie Cobb
Pour les articles homonymes, voir Cobb.
Junius C. « Junie » Cobb, né le 31 décembre 1896 à Hot Springs et mort en 9 janvier 1970 à Chicago, est un musicien de jazz américain.

## Biographie
Il joue de la clarinette, du saxophone ténor, du banjo, du piano, du violon, du tuba et de la batterie, dans différents groupes.
- avant 1920 : Johnny Dunn (en) (1897-1937)
- 1920-1921 : son propre ensemble Club Alaverde
- 1924-1927 : King Oliver (1885-1938)
- 1928-1929 : Jimmie Noone (1895-1944)
- 1946 : Annabelle Calhoun
- 1961 : Red Saunders (musician) (en) (1912-1981)
- 1962 : Jasper Taylor (en) (1894-1964)

Il a enregistré plusieurs disques.
Son frère Jimmy est trompettiste.